# 圣善夜
《圣善夜》（英語：O Holy Night）是一首著名的圣诞颂歌，该歌曲是阿道夫·亚当在1847年为法国诗歌《圣诞午夜》（Minuit, Chrétiens）谱曲而成。原诗歌的作者是一位酿酒师普拉西德·卡波（1808-1877），亦是一名诗人。
1843年法国加尔省的罗屈埃莫尔教堂管风琴翻修完成，为了庆祝这一事件，教区牧师请住在当地的普拉西德·卡波撰写圣诞诗歌。普拉西德·卡波是一个反对教权的无神论者，但他仍创作了这首诗歌。之后阿道夫·亚当为该诗作曲，并在1847年首次演出。
1855年，约翰·苏利文·德怀特根据法文版的诗歌创作了英文版歌词。